# Sphenochernes schulzi
Espèce
Sphenochernes schulzi est une espèce de pseudoscorpions de la famille des Chernetidae.

## Distribution
Cette espèce est endémique de la province de Buenos Aires en Argentine. Elle se rencontre vers Castelar.

## Habitat
Ce pseudoscorpion est myrmécophile, il se rencontre dans les fourmilières d'Acromyrmex lundi.

## Étymologie
Cette espèce est nommée en l'honneur de Günter Schulz.

## Publication originale
- Turk, 1953 : A new genus and species of pseudoscorpion with some notes on its biology. Proceedings of the Zoological Society of London, vol. 122, no 3, p. 951-954.